# Øystein Aarseth
Øystein Aarseth (n. 22 martie 1968 – d. 10 august 1993), mai bine cunoscut sub numele de scenă Euronymous, a fost chitaristul și unul dintre fondatorii formației norvegiene de black metal, Mayhem. De asemenea a fost fondatorul și patronul magazinului de muzică, Helvete și casei de discuri Deathlike Silence.
Este considerat de mulți a fi fondatorul stilului black metal norvegian..

## Biografie

### Personalitate
Euronymous și-a ales acest pseudonim după melodia "Eurynomos" a celor de la Hellhammer; această melodie face parte din demo-ul Satanic Rites lansat în 1983. El susținea că "Euronymous" înseamnă Prințul Morții în limba greacă, dar asta se baza pe versurile melodiei: "Eurynomos, prințul morții / A venit să te ia acasă". Eurynomos e de fapt o creatură legendară din mitologia greacă, mai exact un demon. Este de asemenea menționat și în Biblia Satanistă de Anton Szandor LaVey, unde este tradus în mod greșit Euronymous; de aici confuzia.
După cum el însuși afirma, Euronymous era un adept al satanismului tradițional, adică venerarea lui Satan ca divinitate, fiind împotriva satanismului modern care îl percepe pe Satan ca pe un simbol al individualismului:
"Cred într-un diavol cu coarne, un Satan personificat. În opinia mea toate celelalte forme de satanism sunt false. Urăsc faptul că unii creează metode idioate de a face pace eternă în lume și îndrăznesc să numească asta satanism. Satanismul provine din creștinism și acolo va rămâne. Sunt o persoană religioasă și voi lupta împotriva celor care folosesc în mod greșit numele Lui. Oamenii nu trebuie să creadă în ei înșiși și să fie individualiști. Trebuie să se supună, să fie sclavii religiei."
Euronymous a fost membru al organizației de tineret Rød Ungdom (Tineretul Roșu) a Partidului Comunist (acum Partidul Roșu):
"Recunosc că sunt stalinist și sunt fascinat de țări extreme ca și Albania și România. M-am gândit să plec din Partidul Comunist exclusiv din cauza faptului că ei [membrii partidului] nu mai sunt la fel de brutali cum erau."
"Trebuie să spun că am studiat mult comunismul și știu că ar fi cel mai bun sistem, dar cum eu urăsc oamenii, nu vreau să se simtă bine, vreau să putrezească sub dictatura comunistă. Ceaușescu a fost un om mare, avem nevoie de mai mulți ca el, la fel Stalin și Pol Pot."
Euronymous, prin sentimentul anti-creștin și mizantropia care îl caracterizau, a avut o influență puternică asupra membrilor formației Mayhem și asupra black metal-ului în general, influență care s-a putut manifesta datorită calităților care făceau din el un lider.

### Cariera muzicală
În 1984, Euronymous împreună cu Necrobutcher și Kjetil Manheim au înființat formația Mayhem. Înainte Euronymous a făcut parte din formațiile Checker Patrol și L.E.G.O. sub pseudonimul Destructor.
Euronymous este creditat, alături de Snorre "Blackthorn" Ruch de la Thorns, cu inventarea riff-ului care în timp a devenit specific black metal-ului.
În 1989, Euronymous pune bazele casei de discuri, Deathlike Silence. Numele provine de la melodia "Deathlike Silence" a celor de la Sodom; această melodie face parte din albumul de debut "Obsessed by Cruelty lansat" din 1986. A fost prima casă de discuri specializată în black metal. Într-un interviu Euronymous spunea:
"Colaborez doar cu cele mai bune formații din lume, în opinia mea. Nu voi colabora niciodată cu o formație care există din cauza unui trend. Toate formațiile DSP vor fi speciale. Când oamenii vor cumpăra muzică de la DSP vor ști că ceea ce cumpără e cea mai bună muzică în materie de calitate."
În 1991, Euronymous își deschide propriul magazin de muzică, Helvete (Iad în norvegiană). Aici se întâlneau membrii mai multor formații black metal, printre care Mayhem, Burzum, Darkthrone, Emperor și Thorns. A fost punctul central a ceea ce ulterior va fi numit Cercul Negru. Euronymous spunea despre Helvete:
"Inițial ideea era să facem un magazin specializat în muzică metal în general, dar asta a fost demult. Acum ne putem specializa în death metal și să facem un magazin unde toți cei "la modă" vor găsi toată muzica "la modă". Asta ne va ajuta să câștigăm bani ca să putem comanda muzică rea pentru oameni răi. Dar indiferent cât de proastă va fi muzica pe care trebuie să o vindem, magazinul va fi amenajat în stil black metal. Am avut câteva "acțiuni" în biserici în ultimul timp și magazinul va arăta ca o biserică neagră. Ne-am gândit să fie complet întuneric înăuntru astfel încât oamenii să trebuiască să poarte torțe ca să vadă discurile."
În aprilie 1991, Dead, vocalistul trupei Mayhem, s-a sinucis. A fost găsit de Euronymous care, după ce a aranjat câteva bucăți de creier și craniu, a mers la un magazin din apropiere și a cumpărat un aparat de fotografiat. A făcut poze cadavrului (una dintre aceste poze va fi folosită ca și copertă pentru albumul live Dawn of the Black Hearts) și apoi a anunțat poliția. Ulterior au apărut zvonuri conform cărora Euronymous ar fi făcut o friptură din bucăți de creier pe care a mâncat-o și, de asemenea, ar fi făcut coliere din bucăți de craniu pe care apoi le-ar fi dăruit câtorva formații pe care el le-a considerat demne de respect; se presupune că aceste formații ar fi Samael, Marduk și Abruptum. Ulterior Euronymous a încercat să profite de sinuciderea lui Dead pentru a promova Mayhem, răspândind zvonul că acesta s-a sinucis din cauza faptului că black metal-ul și death metal-ul deveneau un trend:
"Da, am declarat război. Dead s-a sinucis din cauza celor "la modă" care au distrus totul din vechea scenă black metal și death metal; astăzi death metal-ul este ceva normal, acceptat și amuzant și noi urâm asta. Dacă am avea posibilitatea financiară, ne-am aduna la concerte și i-am bate pe toți de fiecare dată până când n-ar mai avea curajul să meargă la concerte deloc; în loc să facem asta, trebuie să le luăm banii."
În 1993, Euronymous a decis să închidă Helvete; motivul a fost publicitatea negativă cauzată de arestarea lui Count Grishnackh de la Burzum. Euronymous intenționa să deschidă din nou magazinul în altă locație, dar în același an a fost ucis de către Count Grishnackh. Deathlike Silence Productions a continuat să existe până în 1994.

### Moartea
Pe 10 august 1993, Count Grishnackh îl ucide pe Euronymous. Grishnackh împreună cu Blackthorn au mers acasă la Euronymous; între Grishnackh și Euronymous s-a produs o altercație în urma căreia Grishnackh l-a înjunghiat, ucigându-l pe Euronymous. Trupul lui Euronymous a fost găsit în afara apartamentului acestuia cu 23 de plăgi înjunghiate - 2 la cap, 5 la gât și 16 în spate. Grishnackh a afirmat faptul că Euronymous voia să îl tortureze și să înregistreze tortura (ca un film "snuff") și că majoritatea rănilor au fost provocate atunci când Euronymous, în timpul confruntării, a căzut pe niște cioburi de sticlă de la o veioză spartă. Indiferent de circumstanțe, Grishnackh a fost arestat și ulterior condamnat la 21 de ani de închisoare pentru omor și incendierea a patru biserici. Blackthorn a fost de asemenea condamnat la 8 ani de închisoare sub acuzația de complice la crimă.
Euronymous a fost înmormântat în data de 9 septembrie 1993, în cimitirul Ski Kirkegard din orașul Ski (lângă Oslo).

## Discografie

### Cu Checker Patrol
- Metalion in the Park (Demo) (1986)

### CuMayhem
- Pure Fucking Armageddon (Demo) (1986)
- Deathrehearsal (Demo) (1987)
- Deathcrush (EP) (1987)
- Live in Leipzig (Album live) (1993)
- De Mysteriis Dom Sathanas (Album de studio) (1994)
- Dawn of the Black Hearts (Album live) (1995)
- Out from the Dark (Demo) (1996)
- Freezing Moon (Single) (1996)

A colaborat și cu Burzum pe albumul de studio Burzum (a cântat la chitară pe melodia "War").